# Przedrzymichy Małe
Przedrzymichy Małe (ukr. Малі Передримихи) – wieś na Ukrainie, w rejonie lwowskim (wcześniej w rejonie żółkiewskim) obwodu lwowskiego. Wieś liczy około 140 mieszkańców.
W II Rzeczypospolitej do 1934 samodzielna gmina jednostkowa. Następnie należała do zbiorowej wiejskiej gminy Dzibułki w powiecie żółkiewski w woj. lwowskim. Po wojnie wieś weszła w struktury administracyjne Związku Radzieckiego.
Urodził się tu Tadeusz Danilewicz – major Wojska Polskiego, członek NOW i NSZ, komendant główny NZW.